# The Cornishman

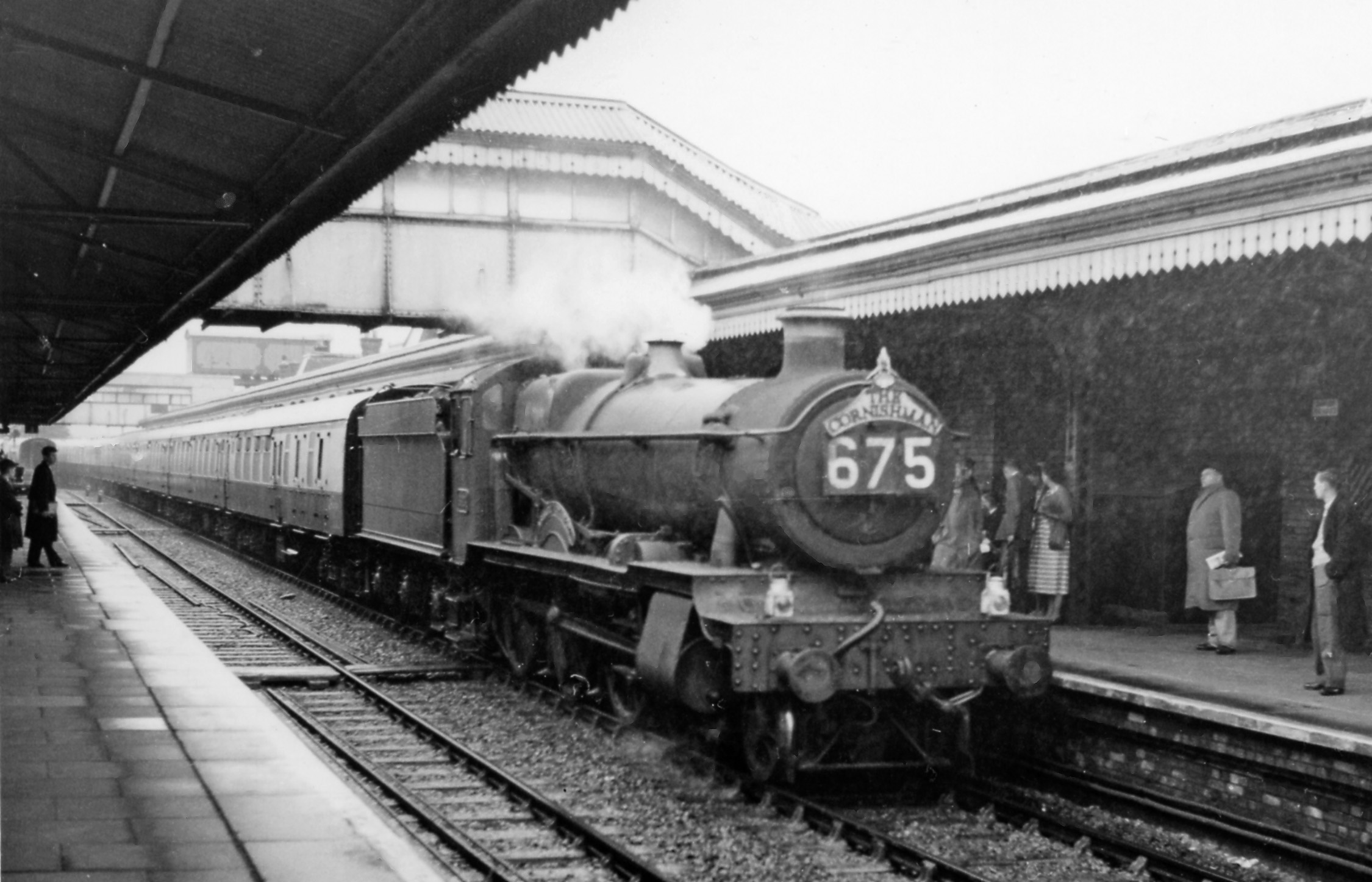
El Cornishman procedente de Londres en en 1958

The Cornishman (traducción literal, "El Hombre de Cornualles" o "El Cornuallés") era un tren de pasajeros expreso británico que conectaba Londres con Penzance en Cornualles. Desde su inicio en el siglo XIX hasta antes de la Segunda Guerra Mundial partía de la Estación de Paddington. Bajo British Railways, el nombre se aplicó a un servicio diferente, con origen en Wolverhampton, Leeds o Bradford.

## Vía de gran ancho
The Cornishman tiene su origen en los días del ferrocarril de vía de gran ancho ideado por el ingeniero Isambard Kingdom Brunel, comenzando a prestar servicio por primera vez en el verano de 1890 entre la Estación de Paddington en Londres y Penzance en Cornualles. El tren de bajada salía de Paddington a las 10:15 y llegaba a la Estación de Bristol Temple Meads a las 12:45, a Exeter St Davids a las 14:20, a Plymouth a las 13:50 y a Penzance a las 19:50. Con un tiempo de 8 horas y 35 minutos para recorrer 325¼ millas, se convirtió en el tren más rápido hacia el oeste de Inglaterra, siendo 10 minutos más rápido que el Flying Dutchman. El Cornishman también era un tren popular porque incorporaba coches de tercera clase, una disposición inusual para un tren importante con nombre propio. El 20 de mayo de 1892, The Cornishman se convirtió en el último expreso de vía de gran ancho en salir de Londres hacia Cornualles.

### Locomotoras y material remolcado
Como los otros trenes de vía de gran ancho, la sección que recorría el Sur de Devon generalmente consistía en coches de cuatro ruedas remolcados por una locomotora de la Clase 3501.

## De Londres a Cornualles
En 1895, el Great Western Railway (GWR), ahora en ancho internacional, instaló fosos de recarga de agua en Goring y Keynsham, lo que permitió que "The Cornishman" fuera el primer tren sin escalas entre Londres y Bristol. La hora de salida de Londres se modificó a las 10:30, y después de otra reducción de 15 minutos en 1903, se convirtió en el primer tren programado de Londres a Bristol en 2 horas.
El tren se había vuelto tan popular en 1896 que el funcionamiento sin escalas se amplió cuando se tendió un baipás en Newquay para viajar de Paddington a Exeter sin escalas, el viaje sin escalas más largo del mundo en ese momento, aunque el tren todavía hizo escala en Bristol hasta 1899. Posteriormente solo paraba en Plymouth, Par y Newquay pero únicamnete cuando retornaba a Londres, con paradas adicionales en Liskeard y Devonport en sentido contrario.
En julio de 1904, el GWR introdujo un nuevo tren expreso para reemplazar a The Cornishman: el Cornish Riviera Limited, que circulaba sin escalas desde Paddington hasta la estación de Plymouth North Road y luego a través de Cornualles hasta Penzance. El nombre de Cornishman no se volvió a utilizar hasta el verano de 1935, cuando se reintrodujo para el relevo de las 10:35 en el Cornish Riviera Limited. El horario mostraba que el "Limited" circulaba sin parar hasta Truro, aunque se detenía para agregar una locomotora de refuerzo en Newton Abbot y cambiaba de máquina en Devonport. El Cornishman dejaba un coche de deriva en la Estación de Weymouth,, con otras secciones que se dejaban en Plymouth, Newquay, Helston, St Erth y Penzance. En dirección ascendente, The Cornishman iniciaba su marcha en St Erth y servía a Gwinear Road, Truro y las estaciones de Par a Plymouth. Sin embargo, este fue un retorno breve, ya que en el horario de verano de 1936, el mismo tren había vuelto al anonimato sin nombre y funcionaba solo los sábados.

### Locomotoras y material remolcado
En 1893, el GWR construyó vagones especiales Brake Third para "The Cornishman" según los esquemas D10 y D11. Diez de estos vagones fueron construidos con 56 pies (17,1 m) de largo con 4 compartimentos, techo con lucernarios, un baño y conexión a través de un corredor.
Los recorridos iniciales como un tren de ancho estándar fueron transportados entre Paddington y Exeter por locomotoras de un solo eje motriz de la Clase 3031, que remolcaban coches con pasillo. El tren también incluía un vagón restaurante desde 1899, y después de 1900 comenzaron a usarse las locomotoras de la Clase Atbara.
En 1903 los entonces príncipes de Gales Jorge y María de Teck realizaron una visita oficial a Cornualles y, para facilitar su viaje, se adjuntaron vagones especiales a la primera parte de The Cornishman. La primera locomotora de la Clase City n.º 3433 "Ciudad de Bath" de nueva construcción se preparó especialmente, se logró realizar un viaje sin escalas a Plymouth en 3 horas y 53 minutos. Este recorrido sin escalas fue un factor significativo en el establecimiento del Cornish Riviera Limited, el sucesor de The Cornishman, como un viaje sin escalas a Plymouth.
Cuando el nombre revivió brevemente en 1935, el mayor peso del tren requería una locomotora de la Clase King hasta Plymouth con una locomotora de refuerzo para remontar las rampas del Sur de Devon. Como el paso de las locomotoras de la Clase King (debido a su gran peso) no estaba permitido sobre el Puente Royal Albert, se realizaba un cambio de locomotora en Plymouth, utilizándose una 4-6-0 County, una de la Clase Hall o una de la Clase Castle, la tracción habitual en la Línea Principal de Cornualles. Como relevo del Cornish Riviera, el material rodante de la clase Centenary era habitual en el tren, que incluía un vagón restaurante.

## Traslado a las Midlands

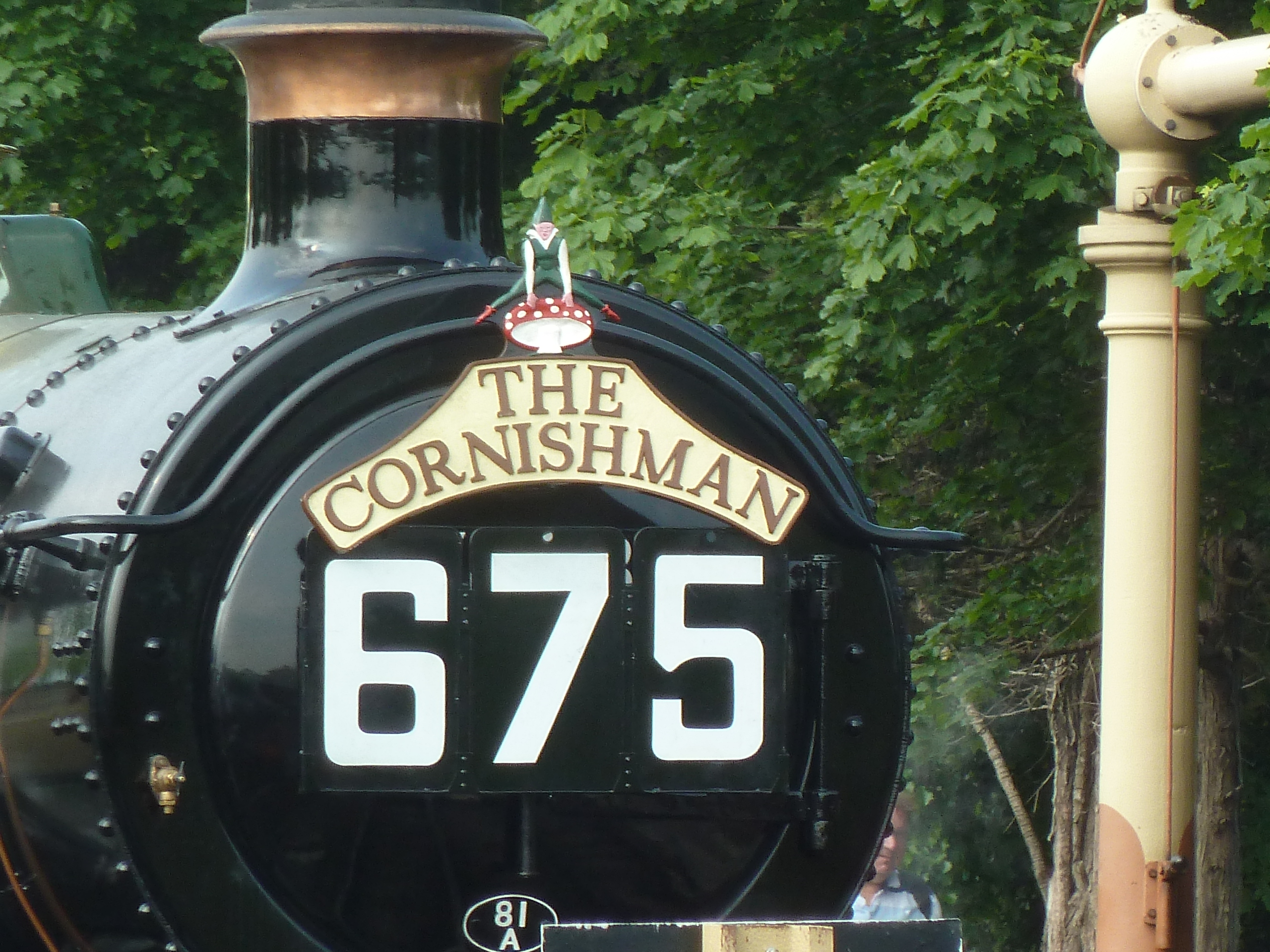
Una moderna réplica del testero de The Cornishman

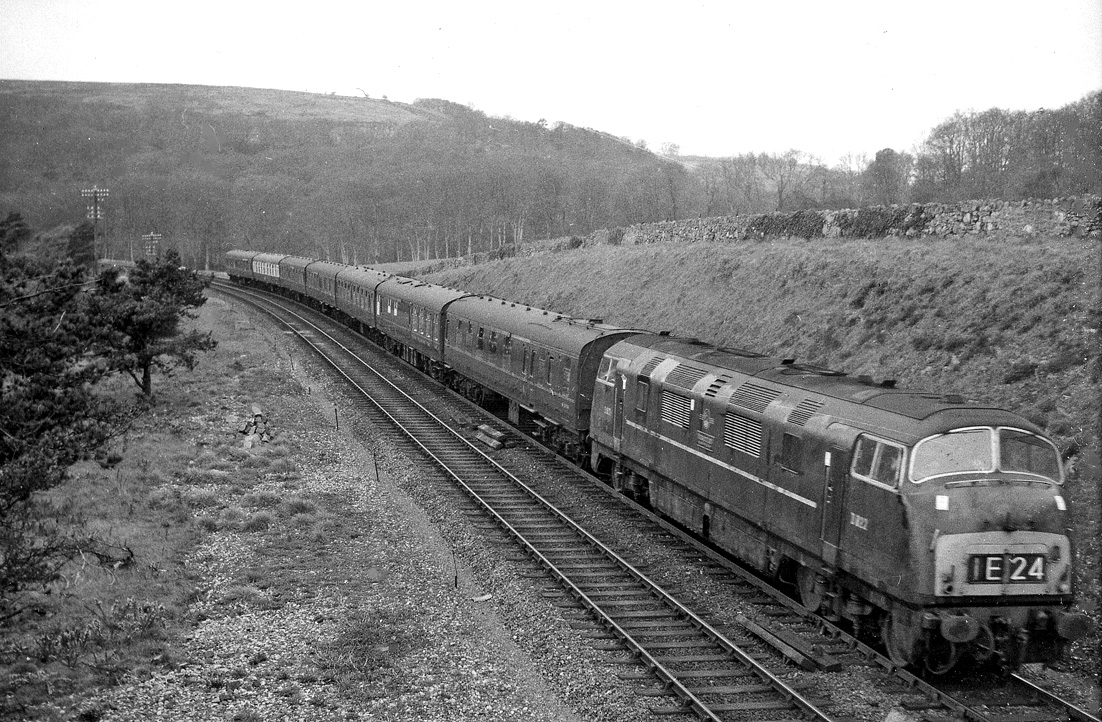
Cornishman de tracción diésel en (1964)

En el horario de 1952, la Región Occidental de los Ferrocarriles Británicos aplicó el nombre The Cornishman a un tren de Wolverhampton Low Level (09:15) y Birmingham Snow Hill (09:50) a Plymouth y Penzance (17:55), viajando a través de Stratford-upon-Avon, Cheltenham Malvern Road y Bristol, con una porción de coches de deriva para Taunton. El tren de regreso salía de Penzance a las 10:30, llegaba a Birmingham a las 18:36 y a Wolverhampton a las 19:28. El servicio de cáterin estaba disponible durante todo el viaje, y el tren transportaba secciones para Torquay y Kingswear.
Durante la década de 1960, la parte norte de la ruta The Cornishman's sufrió grandes cambios. El cierre de la ruta del GWR de Honeybourne a Cheltenham significó usar la ruta del antiguo Ferrocarril de Midland de Birmingham a Gloucester a través de la rampa de Lickey.
Con el cierre inminente de la estación de bajo nivel de Wolverhampton, también se aprovechó la oportunidad para extender The Cornishman sobre la antigua línea del Midland hasta Derby y Sheffield, y más tarde hasta Bradford. En mayo de 1967, la salida se realizaba desde la Estación de Bradford Exchange a las 07:06, posteriormente cambiando de sentido en Leeds con la hora de salida a las 07:36. El tren llegaba a Plymouth a las 15:08 y a Penzance a las 17:55. En sentido contrario, The Cornishman salía de Penzance a las 11:00 y de Plymouth a las 13:30, llegando a Bradford a las 22:07.
Otros cambios a principios de la década de 1970 hicieron que "The Cornishman" comenzara en Leeds todos los días de semana excepto los sábados, cuando salía de Bradford. También hubo cambios en la ruta entre Leeds y Sheffield, volviendo a las antiguas líneas del Midland en lugar de utilizar una sección de la vía del antiguo Great Northern. Sin embargo, se mantuvo una parada adicional en Wakefield habilitada al efecto.

### Locomotoras y material rodante
Cuando se reintrodujo, "The Cornishman" fue remolcado en la región occidental por locomotoras de la Clase Castle, pero hacia el final del vapor se reemplazaron por máquinas 4-6-0 Counties. Inicialmente, los coches eran de origen GWR, pero serían sustituidos por los coches BR Mark 1 a finales de la década de 1950. Al tratarse de un tren con nombre propio, tenían librea de color chocolate y crema en lugar del marrón BR estándar.
A principios de la década de 1970, "The Cornishman" a menudo era directamente remolcado a Penzance por locomotoras diésel Clase 45, mientras que en otras ocasiones se realizaba un cambio de locomotora en la Estación de Bristol Temple Meads o en Birmingham, empleándose máquinas de la Clase 52 Westerns. Estos trenes estaban habitualmente formados por 13 coches de la Clase BR Mark 1. Incluía un vagón restaurante, que no operaba al oeste de Plymouth ni al norte de Sheffield.

## Ferrocarril del Gran Oeste (TOC)
En 2006, el First Great Western, convertido en el operador Great Western Railway, comenzó a usar el nombre de Cornishman una vez más, para denominar al servicio desde Paddington hasta Penzance. Sale de Londres a las 15:06 y llega a Penzance a las 20:40. Se realiza un viaje en sentido contrario a las 10:00 desde Penzance a Londres, sin escalas entre Taunton y Reading, llegando a Londres a las 15:22 (de lunes a viernes en 2019).